# Kelsch d'Alsace
Pour les articles homonymes, voir Kelsch (homonymie).

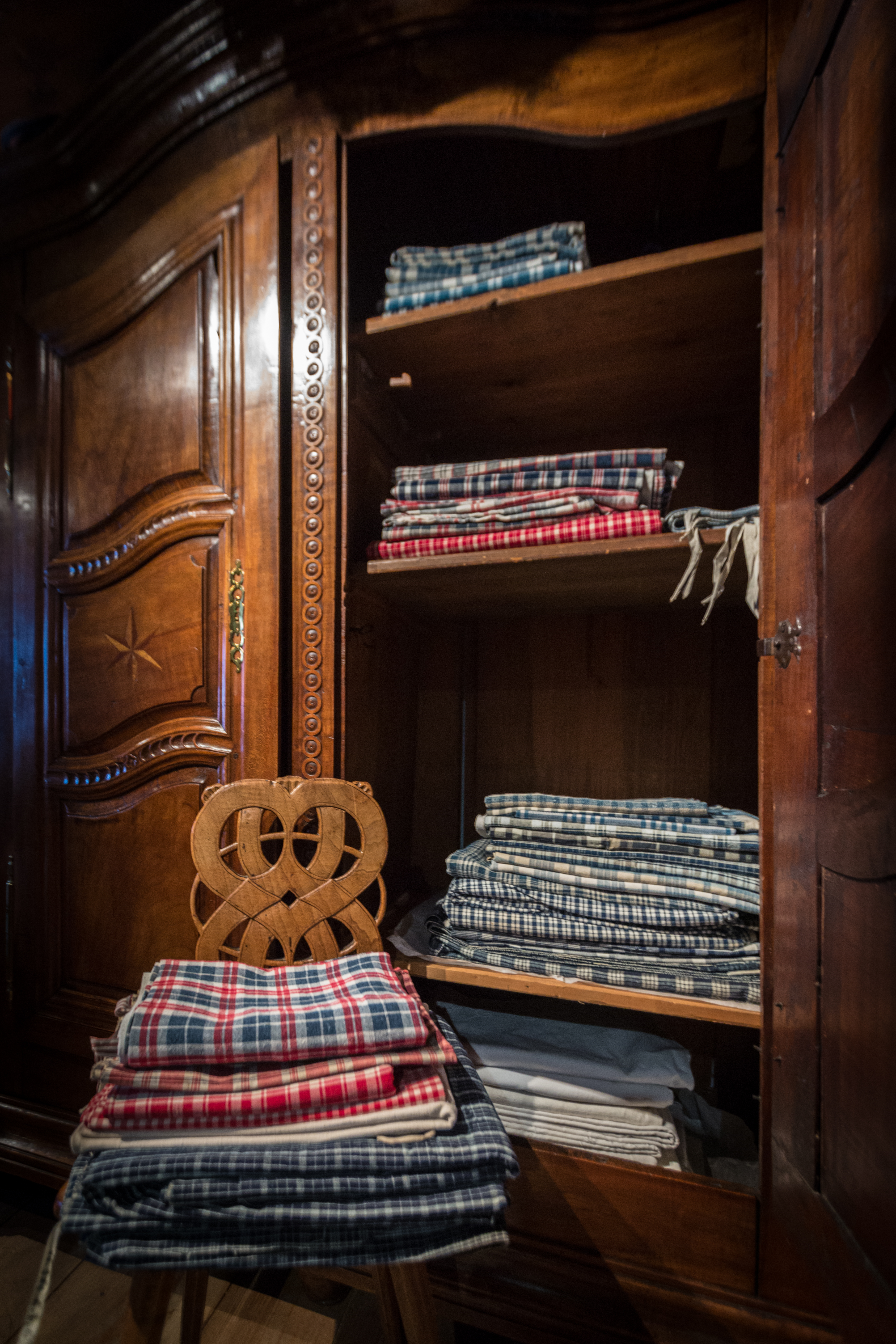
Piles de kelsch dans une armoire de mariage à décor marqueté et sculpté du début du XIX, provenant d’Alsace bossue. – Coll. du Musée alsacien.

Le kelsch d’Alsace est un tissu de lin, de coton ou de métis produit en Alsace. Il est orné d’un motif de carreaux formés par le croisement de fils de couleur bleue et/ou rouge. Son nom se réfère au bleu tiré du pastel cultivé près de Cologne. Traditionnellement, ce tissu était exclusivement utilisé pour le linge de lit, mais au XXe siècle d’autres pièces de linge de maison ont été réalisées en kelsch. En 2015, deux tisserands produisent encore du kelsch en Alsace, l’un à Muttersholtz (Bas-Rhin), l'autre à Sentheim (Haut-Rhin).

## Historique

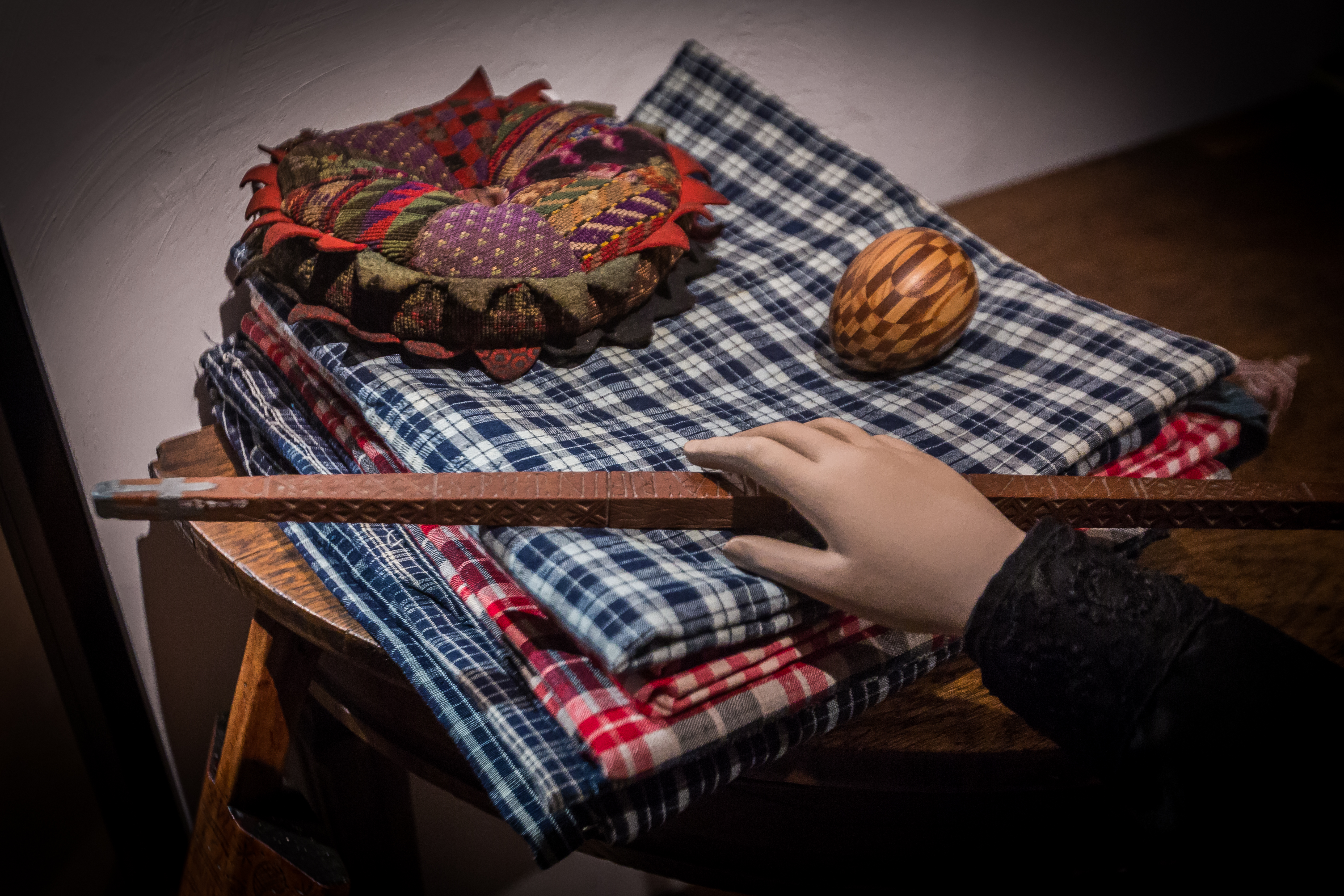
Pile de kelsch, aune servant à mesurer le tissu, coussinet facilitant le port de charges sur la tête et œuf à repriser. – Coll. du Musée alsacien.

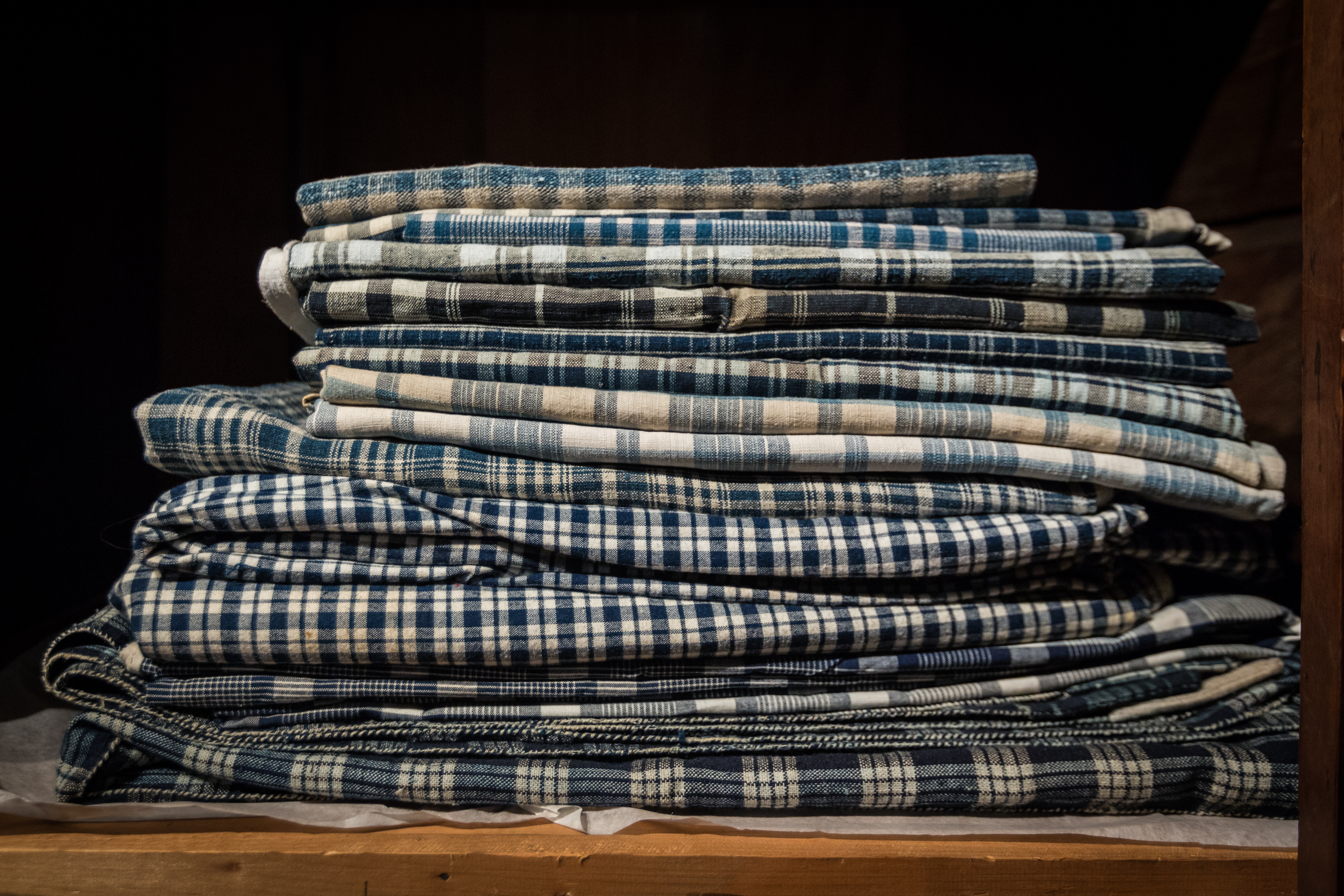
Pile de linge en kelsch.
– Coll. du Musée alsacien.

Le nom « kelsch » vient de l’expression «koelnisch Blau». L'adjectif « koelnisch », signifiant « originaire de la ville de Köln / Cologne », est prononcé « kelsch » dans le dialecte parlé dans cette ville. Blau indique qu’il s’agit du bleu de Cologne, couleur tirée du pastel.
Selon la tradition, Charlemagne aurait en effet encouragé dans les environs de cette ville la culture du pastel, plante dont on tire une teinture bleue qui a servi à colorer les fils de lin jusqu'au XVIIe siècle. Puis l’indigo, qui donne des bleus beaucoup plus intenses, est arrivé en Europe et a été utilisé plus ou moins rapidement par les teinturiers.
Les plus anciens tissus de kelsch connus ont un fond blanc largement dominant et présentent de larges et fins carreaux formés par des fils bleus encore peu abondants. De telles pièces sont visibles sur certains tableaux du Moyen Âge rhénan représentant des personnages alités, dont la tête repose sur un oreiller blanc à grands carreaux bleus,

## La matière première

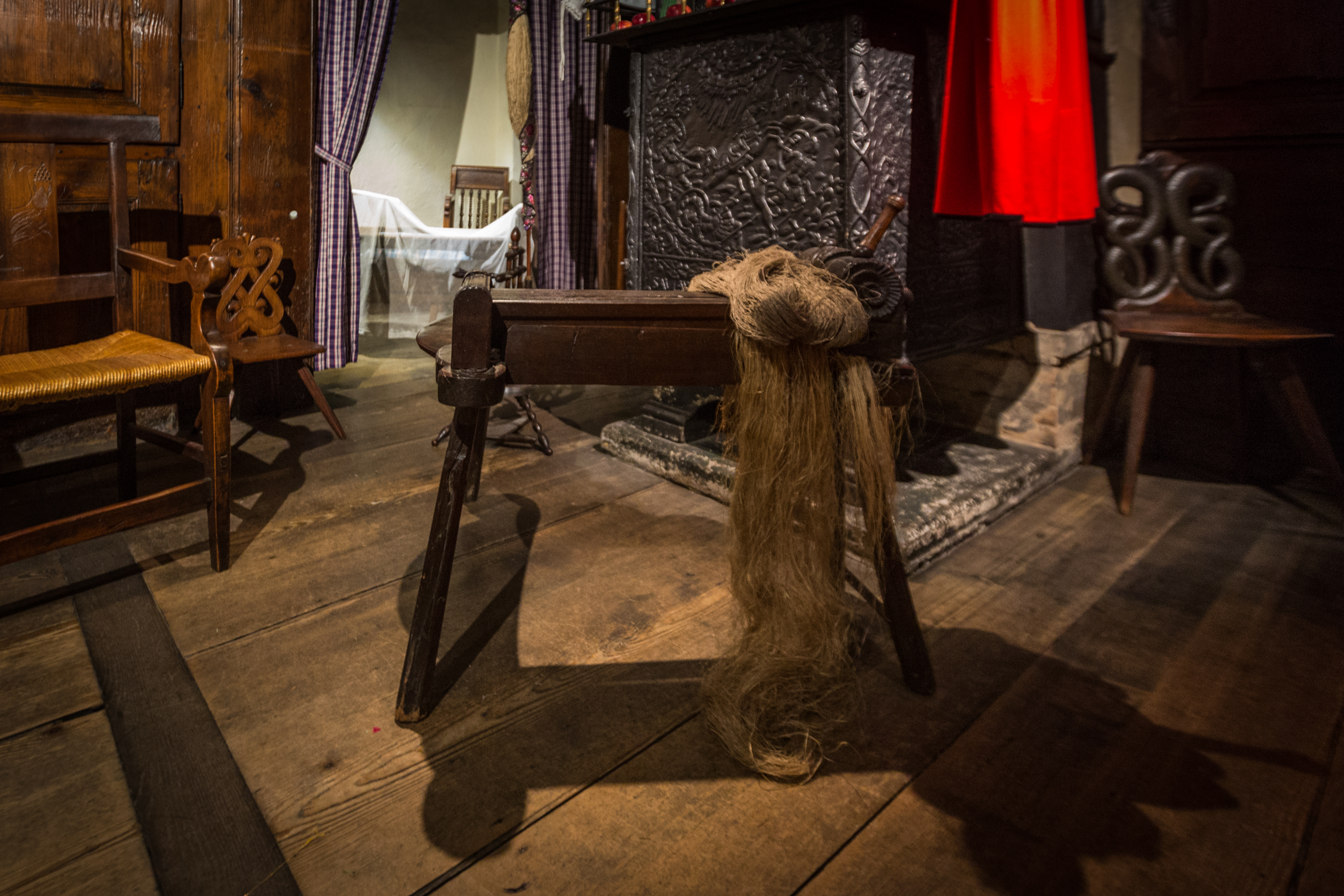
Broie à chanvre au Musée alsacien de Strasbourg.

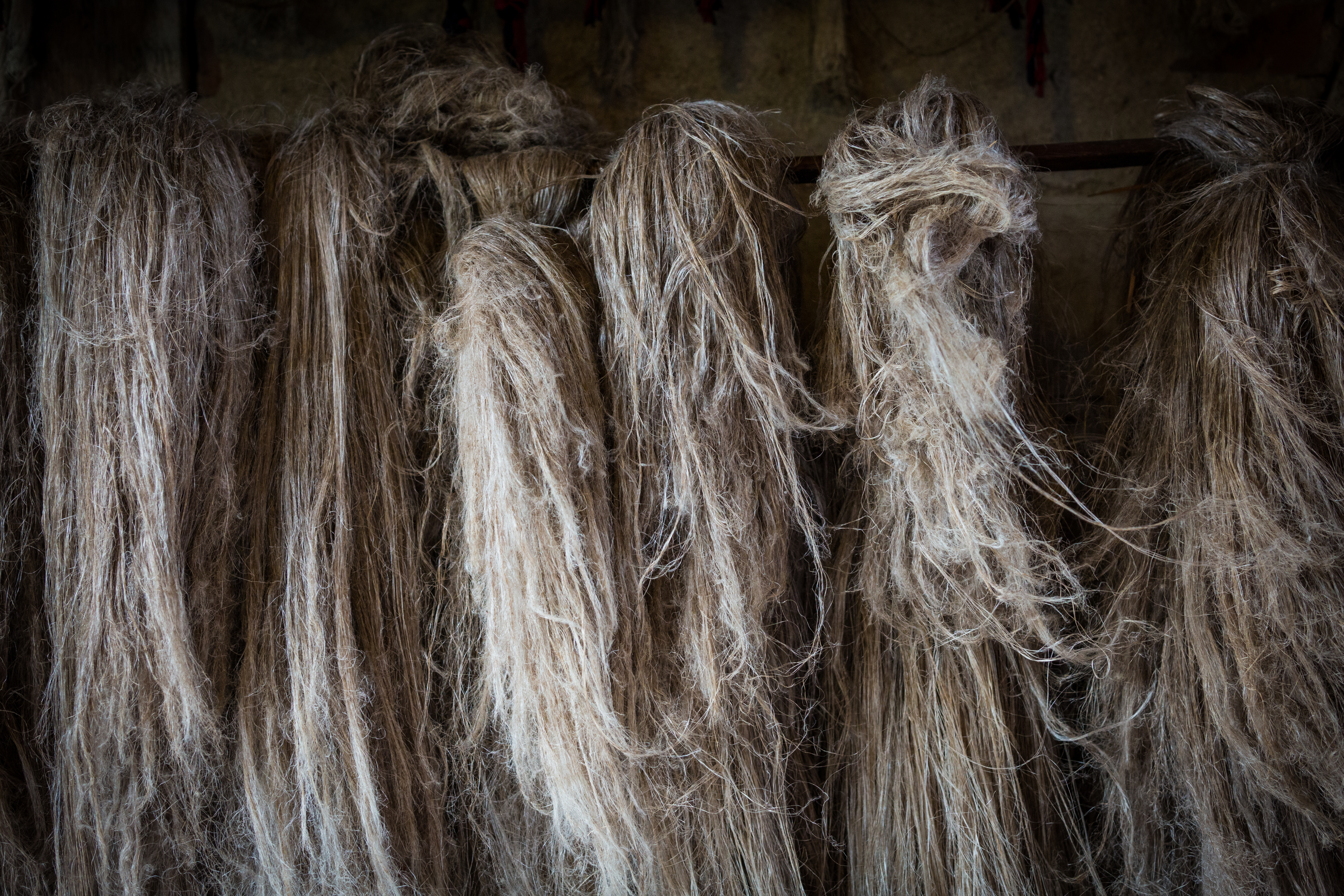
Filasse de lin

Autrefois réservé à la confection de la literie et des rideaux d’alcôve, le kelsch est majoritairement réalisé avec du lin, parfois avec du chanvre. La plante était rouie dans l’eau pour que la pectine se décolle. Une fois sèches, les tiges étaient brisées dans une broie ou macque. L’opération de teillage permettait de bien séparer les parties ligneuses de la tige pour libérer les fibres. Pour faire du kelsch, on sélectionnait les fibres longues, tandis que les fibres courtes étaient utilisées pour faire des tissus plus grossiers et les restes donnant de  l’étoupe. En milieu rural, le filage a été jusqu'au milieu du XIXe siècle une des tâches de la femme. Les fibres longues étaient d’abord peignées entre les dents de gros peignes en fer, puis la filasse était mise sur la quenouille. De là, les fileuses tiraient quelques fibres à la fois, les torsadaient pour en faire un fil continu, qui était ensuite enroulé sur de petites bobines grâce au rouet.

## Le tissage

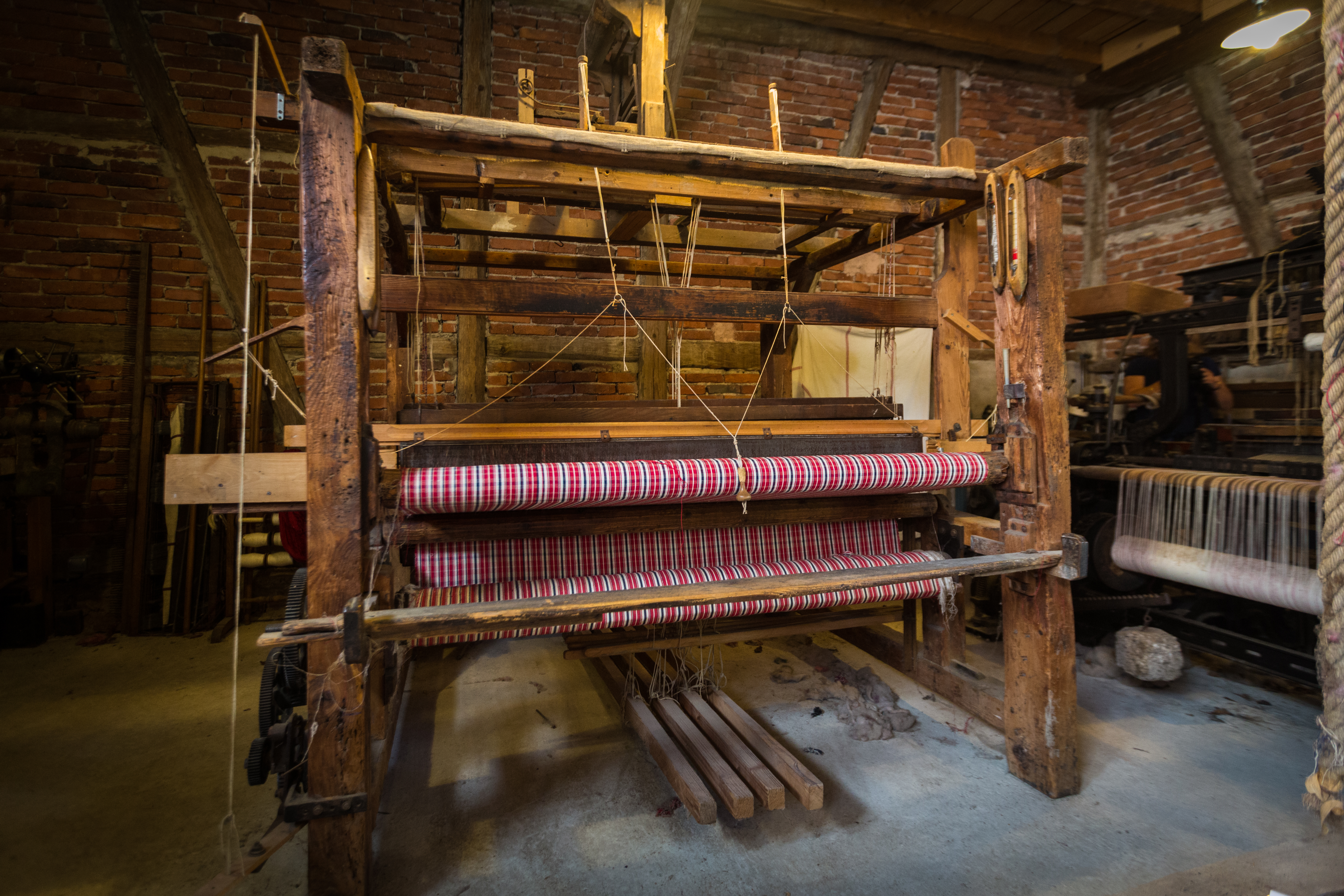
Métier à tisser manuel de la famille Gander, XIXe s.

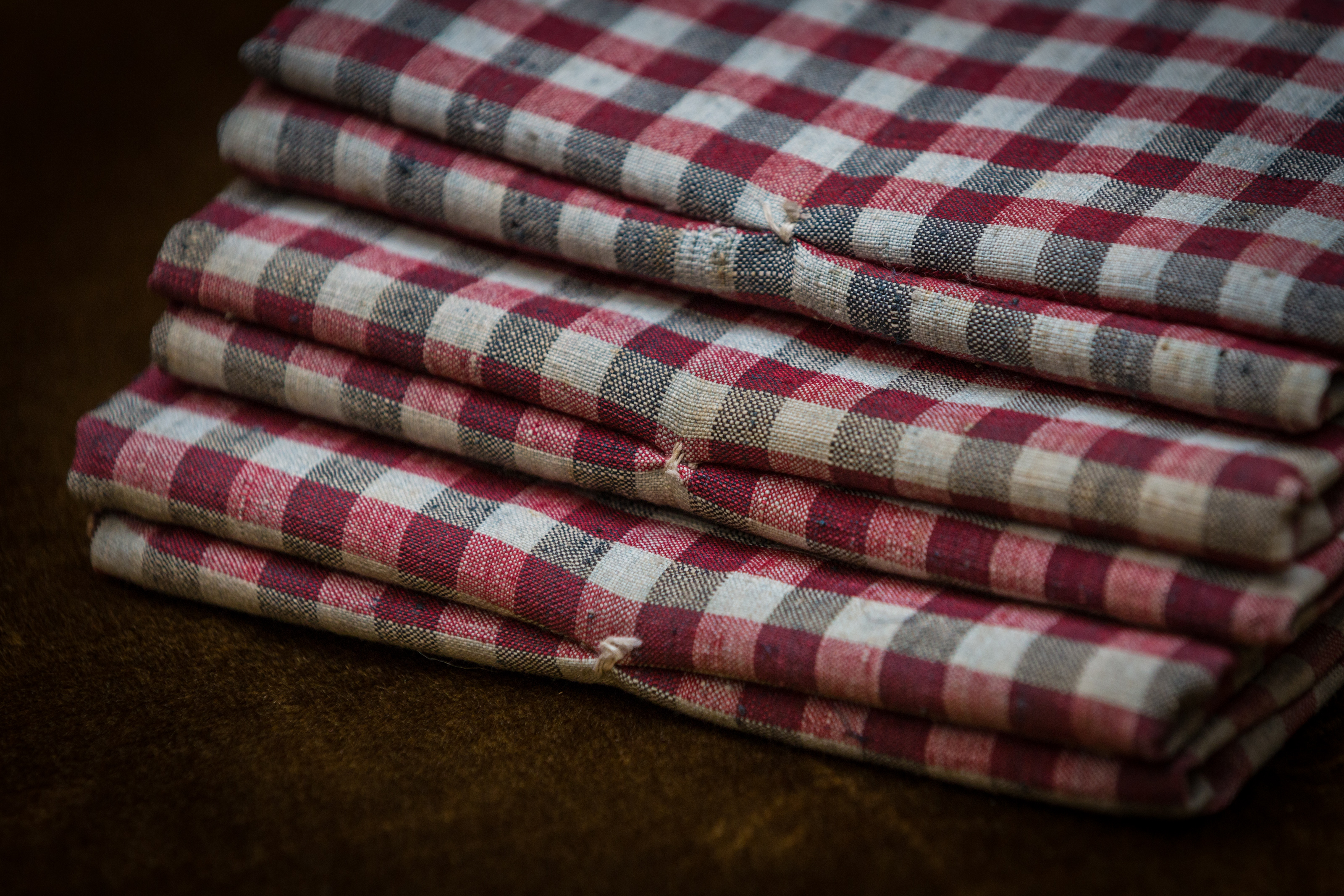
Après tissage, les pièces du trousseau sont empilées dans le coffre ou l’armoire de mariage, où chaque housse en kelsch se trouve maintenue pliée grâce à quelques points cousus avec du gros fil.

Le kelsch se caractérise par une armure toile, nom donné au mode de tissage le plus simple. Les carreaux sont réalisés par l’insertion, à intervalles réguliers, de fils de couleur parmi les fils de chaîne, qui sont ensuite croisés au même intervalle par des fils de trame bleus et/ou rouges.
Ces tissus étaient surtout confectionnés en hiver par les paysans qui, pour la plupart, possédaient ou louaient un métier à tisser. Aux XVIIIe et XIXe siècles, le travail à façon était pratiqué dans de nombreuses régions d’Europe et pour de nombreuses productions (horlogerie, jouets en bois, textile,…). Un chef d’entreprise faisait apporter la matière première chez les paysans, qui confectionnaient alors à domicile et avec le concours de plusieurs membres de la famille, les produits finis. À la fin de l'hiver, le commanditaire venait les chercher, payait le travail et se chargeait ensuite de la finition et de la commercialisation. Il en a été ainsi pour le kelsch, fabriqué sur les métiers à tisser installés principalement dans les maisons du Ried, une région pauvre d’Alsace. Ce travail saisonnier permettait aux familles modestes d’augmenter leurs revenus.

## Utilisation

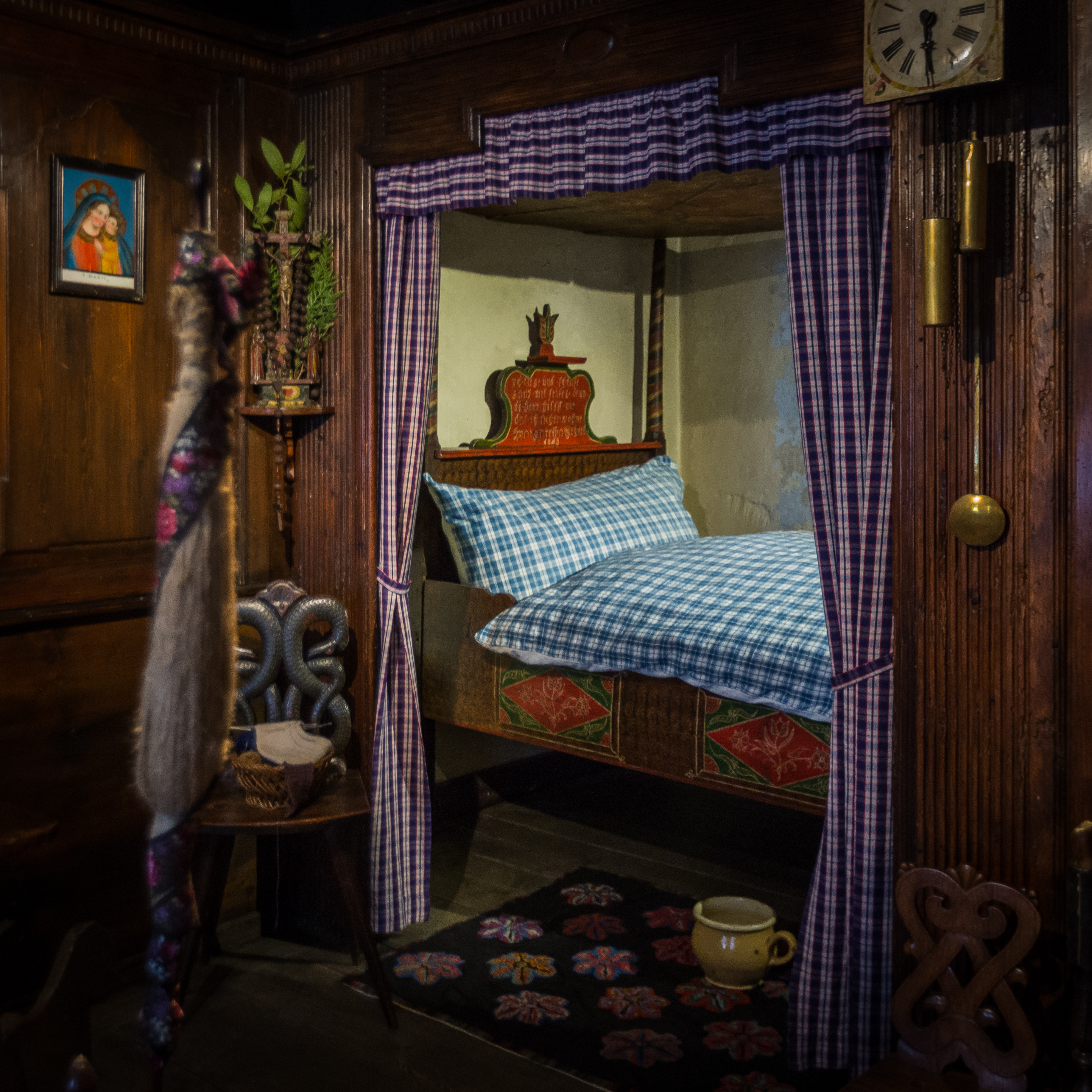
Lit à ciel polychrome apporté en dot en 1843 par Marguerite Reichert. Vue d’une partie de l’alcôve située au fond de la Stube de Wintzenheim (Bas-Rhin), dont les boiseries datent de 1810. – Coll. Musée alsacien.

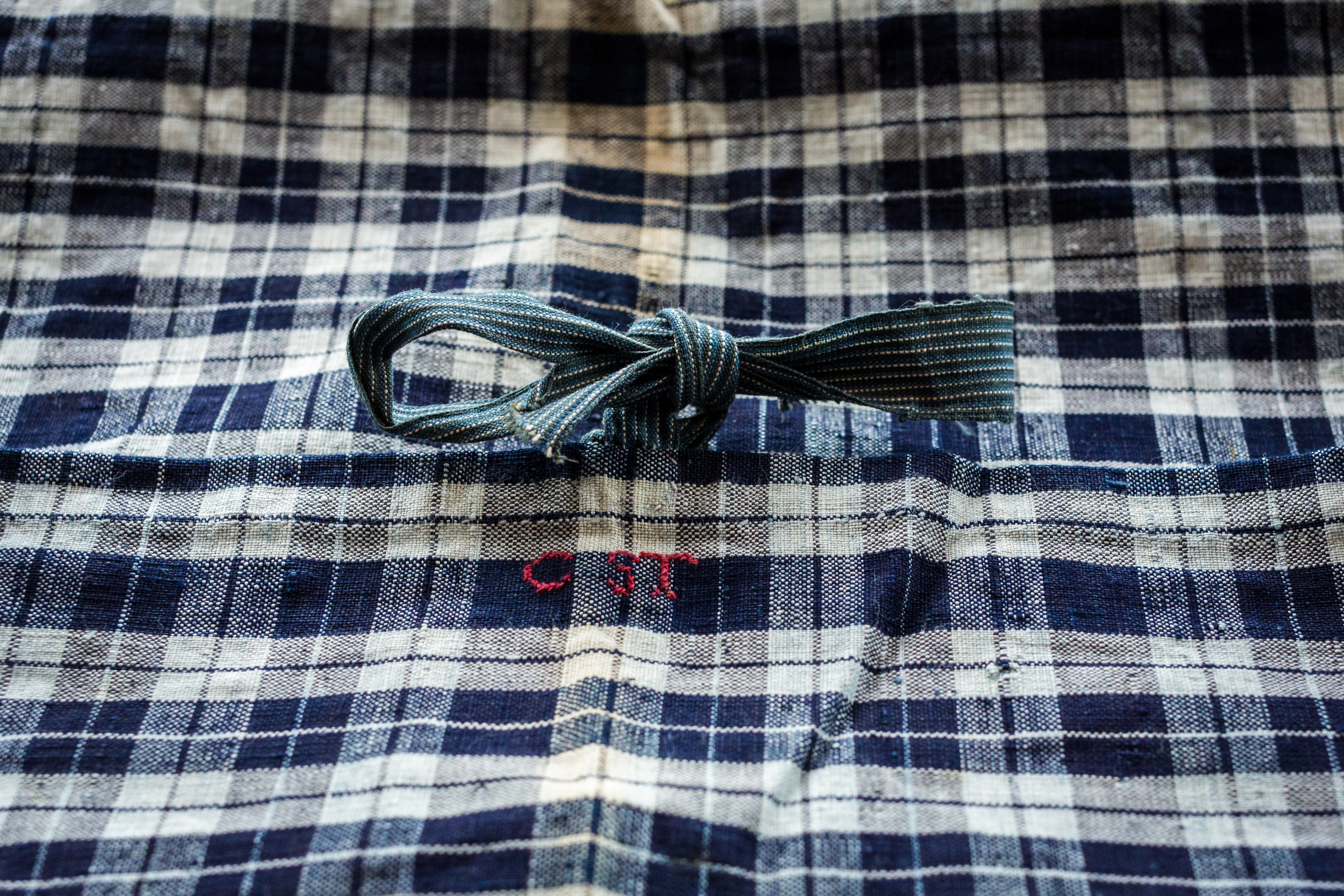
Cette enveloppe d’édredon possède deux faces tissées de carreaux, ce qui est assez rare et pourrait indiquer une certaine aisance de la famille d’où est originaire la maîtresse de maison. Celle-ci a brodé ses initiales C ST au point de croix et avec du fil rouge sur le haut de la housse. Les rubans tissés servent à fermer les deux parties de l’enveloppe sur le tissu contenant les plumes. – Coll. du Musée alsacien.

Après l'oreiller, l’édredon, pièce caractéristique de la literie des pays germaniques, est lui aussi recouvert d’une housse en kelsch. Les exemplaires conservés et les représentations iconographiques attestent que ce tissu n’est utilisé que pour la partie visible de la literie. La face inférieure de l’oreiller et de l’édredon est faite de lin écru ou de coton blanc uni, les fils blancs étant  moins chers que les fils de couleur. Deux rubans de lin ou de coton sont cousus de chaque côté de l’ouverture de la housse et servent à la fermer autour de l’édredon ou de l’oreiller de plume. Le linge de lit en kelsch fait partie du trousseau de la future mariée, qui y brode ses initiales au fil rouge, parfois aussi un chiffre de 1 à 12, un trousseau de mariage complet comprenant une douzaine d’exemplaires de chaque type de linge. Celui-ci est ensuite empilé dans le coffre ou l’armoire de mariage, où chaque housse en kelsch se trouve maintenue pliée grâce à quelques points cousus avec du gros fil. 
Le kelsch est aussi utilisé au XIXe siècle pour la confection des rideaux qui fermaient l’ouverture de l’alcôve où était placé le lit des maîtres de maison. Les tisserands contemporains proposent aussi des rideaux, ainsi que des nappes, des torchons, des enveloppes de coussin et même des tabliers de cuisine.

## L’arrivée du rouge

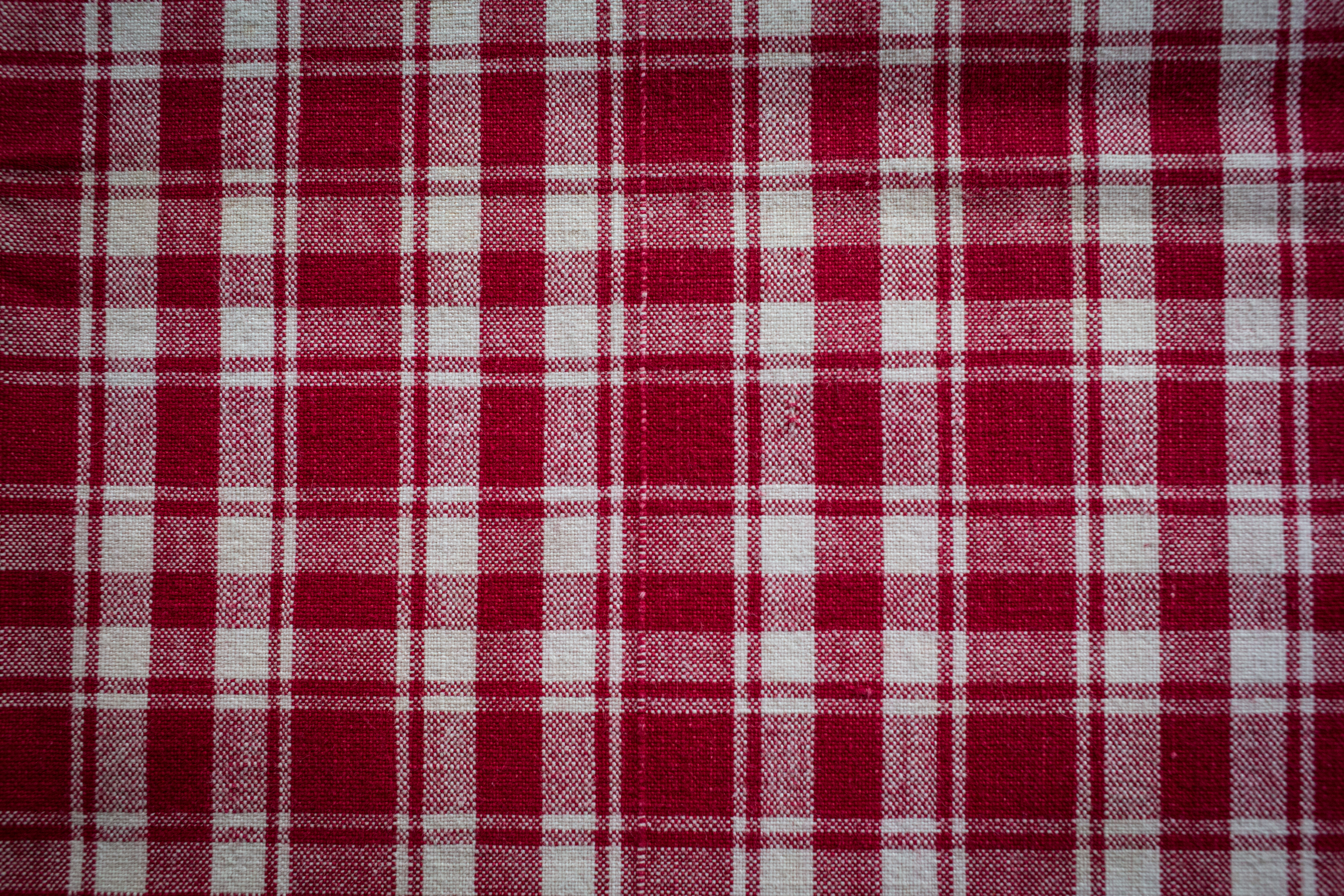
Tissu à carreaux rouges et blancs. Le fil de couleur rouge était sans doute à l’origine teint avec de la garance, plante cultivée autour de Haguenau (Bas-Rhin) aux s. – Coll. du Musée alsacien.

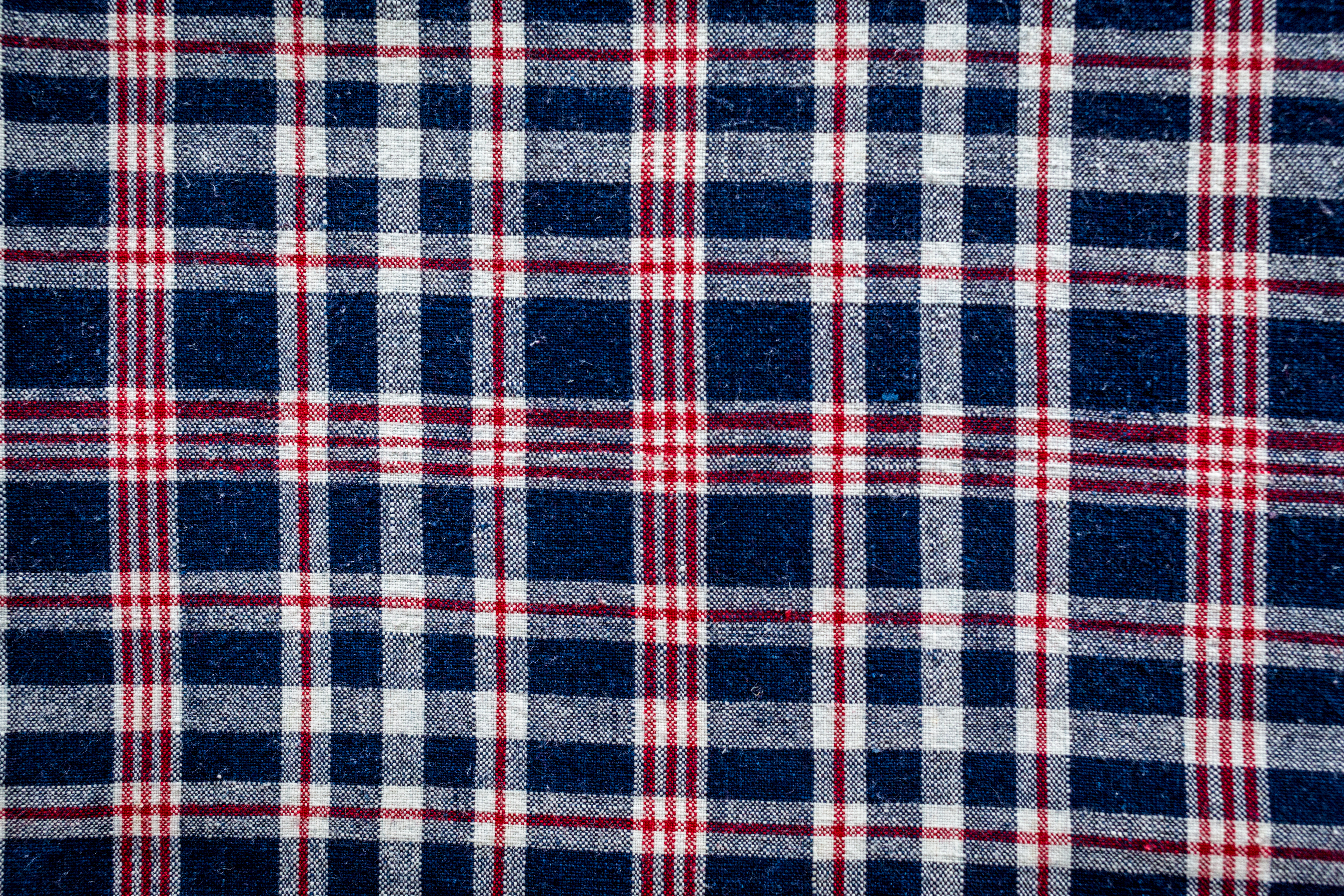
Motif résultant de l’entrecroisement de fils bleus et de fils rouges. L’effet « tricolore » n’a pas de signification patriotique, les couleurs choisies étant celles qui étaient anciennement les plus faciles à obtenir, le pastel et la garance, tous deux cultivés en Alsace. – Coll. du Musée alsacien.

Le tissage du kelsch permet de produire une très grande variété de motifs de carreaux, selon le nombre de fils teints et leur alternance sur le métier. L’arrivée d'une nouvelle couleur a encore enrichi le nombre de combinaisons possibles de fils colorés et il est dès lors difficile de trouver deux kelschs totalement semblables. 
On ignore à partir de quelle date les fils rouges se sont ajoutés aux bleus. Ils étaient teints avec de la garance, plante tinctoriale cultivée en Alsace dès le XVIIIe siècle, particulièrement aux environs de Haguenau. Les carreaux du tissu sont alors souvent tricolores, sans que l’on puisse voir dans cette nouveauté une motivation politique. L'entrecroisement de fils rouges et bleus alternés permet de donner l'impression que les carreaux sont violets. Vers 1830, le tissu devient « métis », mélange de lin et de coton, puis à la fin du XIXe siècle, il est composé de pur coton. Vers la fin du siècle, les carreaux sont de plus en plus fréquemment rouges et blancs et le motif XXe siècle va parfois même être imprimé, et non plus tissé.

## Le kelsch a-t-il une religion?

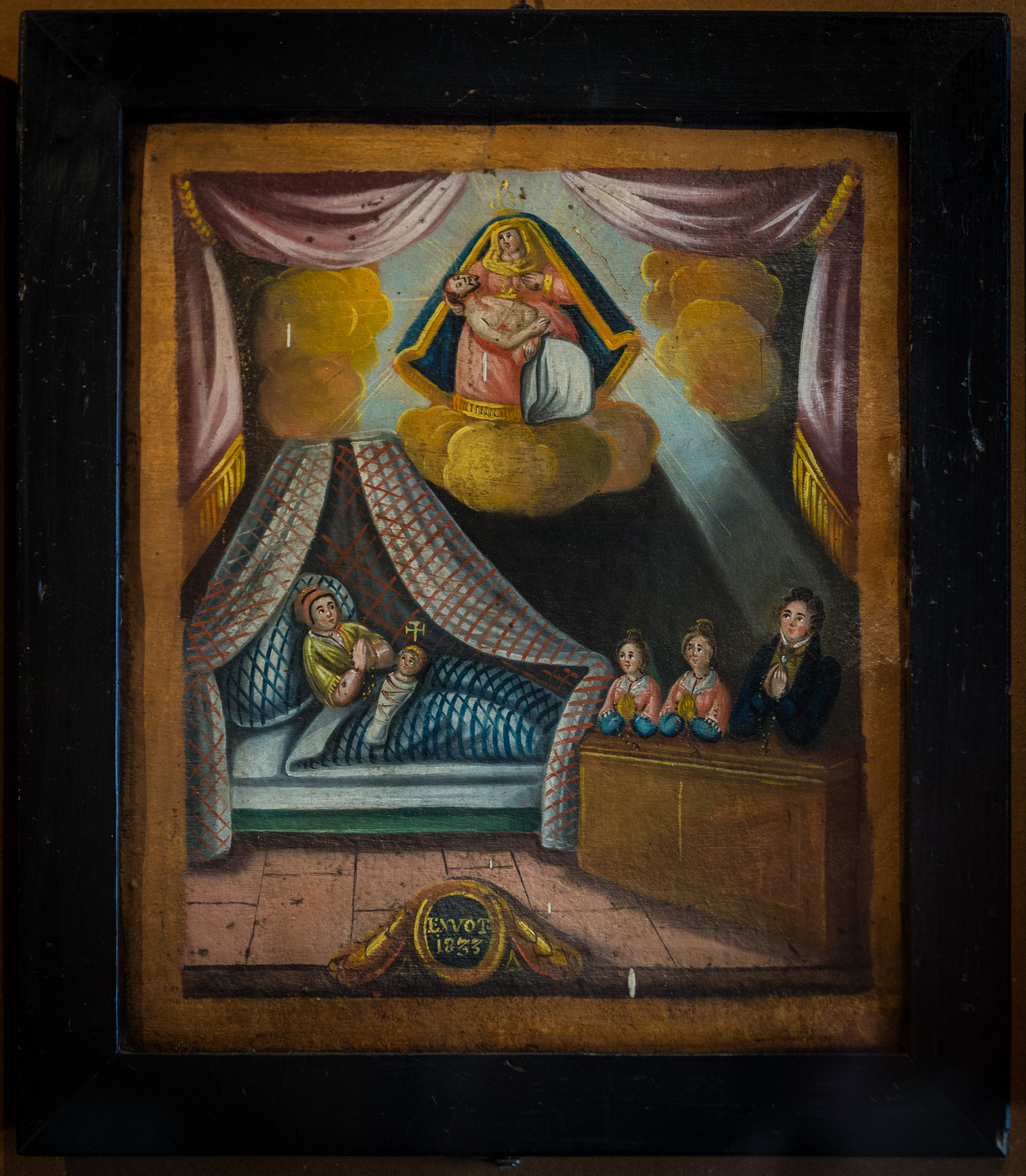
Ex-voto Notre-Dame de Thierenbach 1833.
– Coll. du Musée alsacien.

Une interprétation contemporaine attribue l'une ou l'autre des deux couleurs du kelsch à son utilisation par l'une ou l'autre des deux confessions chrétiennes représentées en Alsace : le kelsch à carreaux rouges caractériserait les intérieurs catholiques, celui à carreaux bleus se trouverait dans  les intérieurs protestants, plus sobres. Parfois, c'est l'interprétation inverse qui est avancée. Ces suppositions semblent sans fondement, puisqu'un ex-voto dédié à Notre-Dame de Thierenbach en 1833 et conservé au Musée Alsacien montre une femme alitée, dont l’édredon et l’oreiller sont recouverts de kelsch bleu et blanc, tandis que les rideaux du même lit sont faits en kelsch rouge et blanc. Cette famille de confession catholique utilise donc deux couleurs de kelsch différentes.

## Le kelsch à toile de coton des tisserands vosgiens

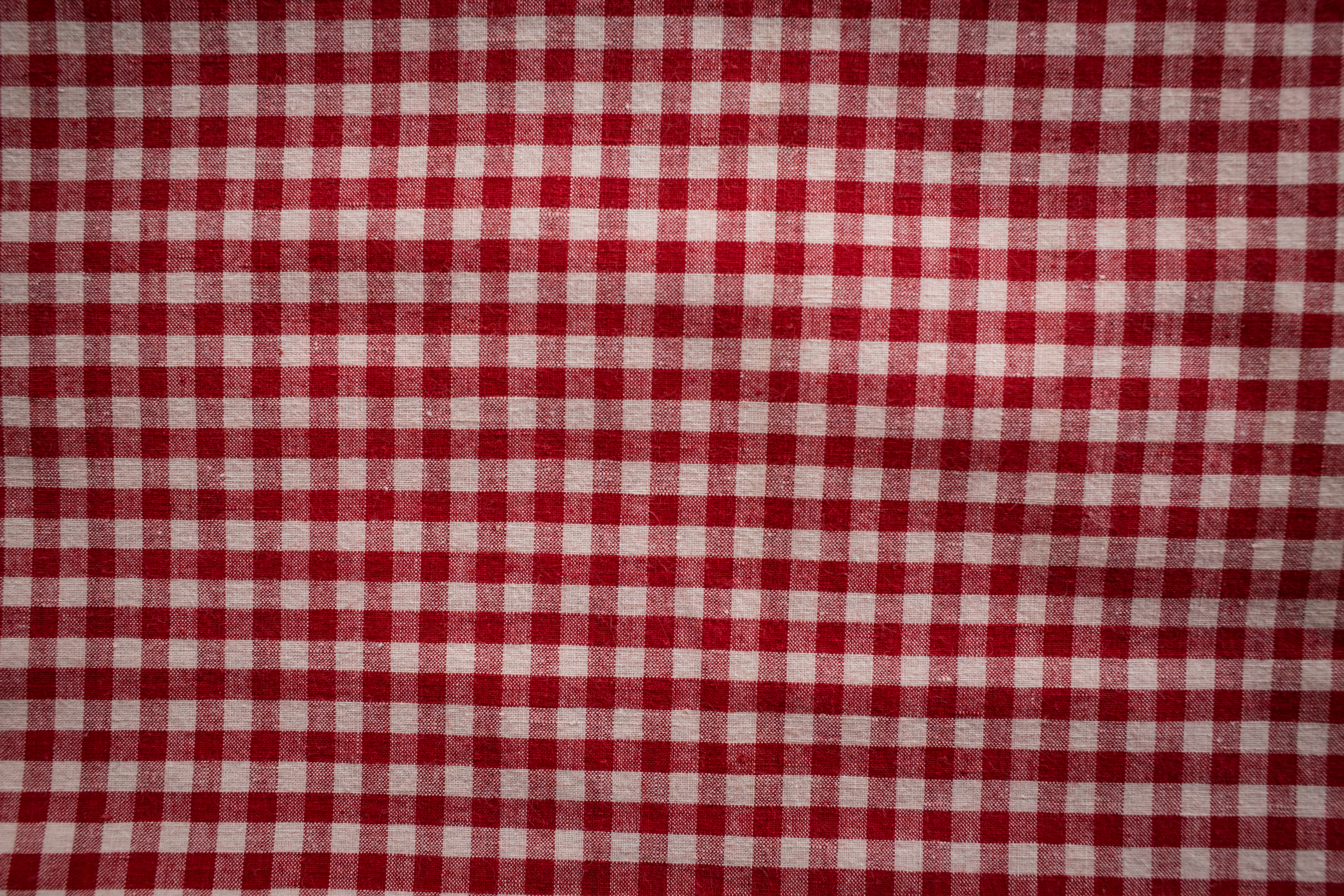
Dernier avatar du kelsch : un motif uniforme tissé pour donner un effet folklorique. – Coll. du Musée alsacien.

Les tisserands du Val de Villé ont d’abord échangé le fil de lin par le fil de coton, plus commun et pratique après 1840. Et tout en gardant le nom générique de kelsch, la production s'est spécialisée dans divers modèles, sous forme de foulards, de fichus et garnitures de robe ou de mouchoirs, exportés vers les pays méditerranéens, notamment en Espagne. Ces débouchés ont attiré la convoitise des industriels du Val de Villé et des autres vallées vosgiennes, producteurs ou grossistes à plus grande échelle.

## Mouchoir ou foulard en coton confectionnés par l’industrie
Imitant les fabrications artisanales, les industriels pionniers de Sainte-Marie-aux-Mines, à l’instar d’autres entrepreneurs et industriels du textile vosgien, ont accaparé un quasi-monopole des productions destinées à la vente et développé leurs parts de marché vers les contrées méridionales, voire au-delà des mers. 
Le Val de Villé a notamment exporté des mouchoirs Tuechel de taille 80 × 85 cm et des fichus méditerranéens dénommés « Calcutta », « Milanaise », « Bombay » ou « Vénitienne »

## Aléa d’une tradition linière rhénane

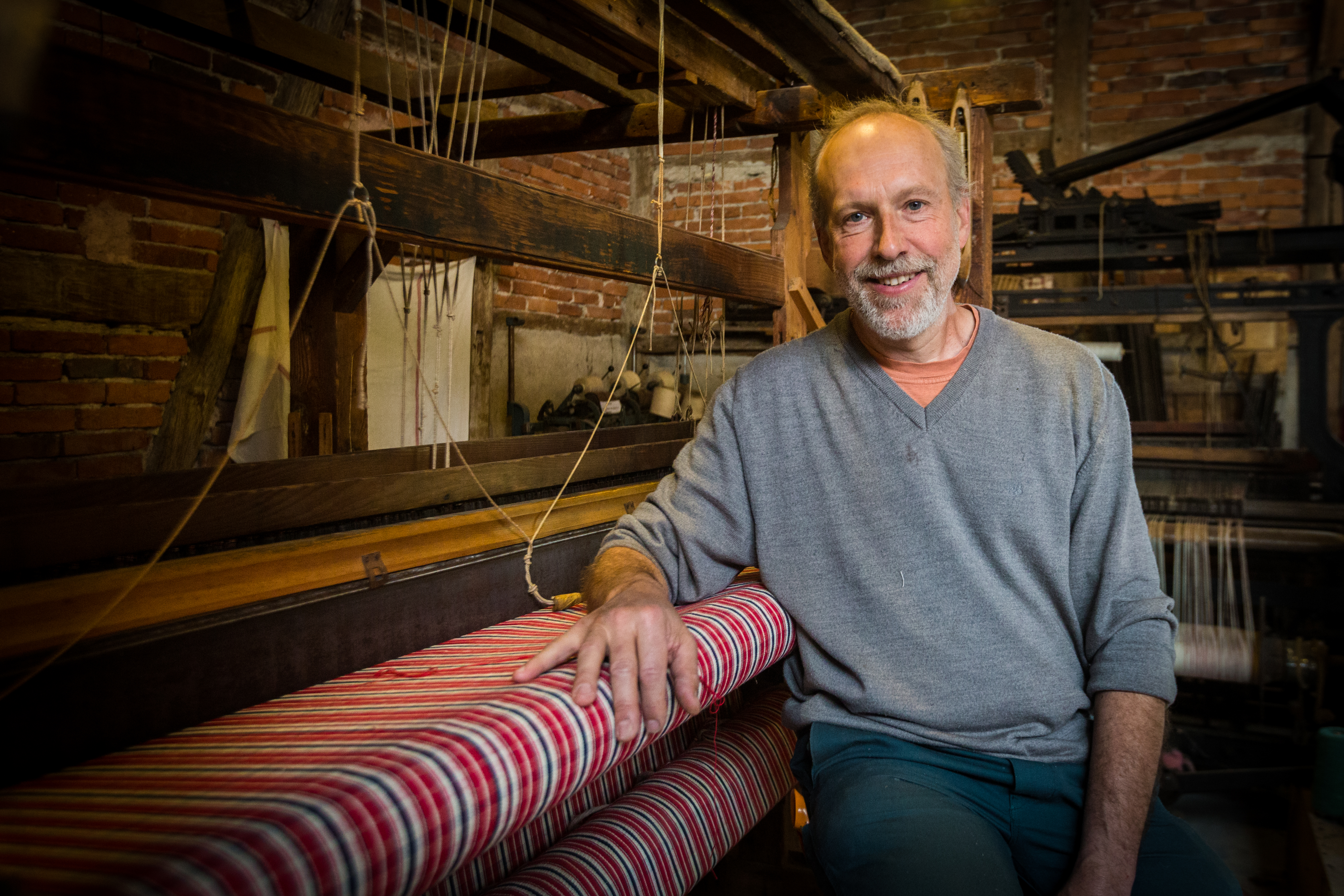
Michel Gander (1957-2017), est un tisserand alsacien, dont l’atelier situé à Muttersholtz dans le Bas-Rhin est labellisé Entreprise du Patrimoine vivant.

Les villages alsaciens du Ried, en particulier à proximité de Sélestat, ont conservé longtemps le savoir-faire qui leur permettait de produire le kelsch dans un cadre traditionnel, ce qui n’empêchait nullement l’exportation de leurs produits dans toute la vallée du Rhin. 
Profitant de leur hégémonie sur les marchés de la confection et de la distribution, les industriels de Sainte-Marie-aux-Mines au XIXe siècle ont organisé la collecte et l’apprêt ultime des toiles fabriquées à domicile dans les villages de Baldenheim, Mussig, Bœsenbiesen, Artolsheim, Heidolsheim, Ohnenheim, Muttersholtz comme aussi à Sélestat.
Après une disparition quasi-totale de cet artisanat de 1890 à 1970, parallèle à la disparition de la culture du lin en Alsace, Michel Gander à Muttersholtz, a perpétué jusqu’à son décès en 2017 une tradition familiale vieille de sept générations. Plus tard, Marlène et Gérard Abraham ont commencé, à Sentheim, à tisser du kelsch sur un métier à tisser manuel. Suite du décès de Michel Gander en 2017 c’est la société Emanuel Lang à Hirsingue, ancien fournisseur de fils teintés de Gander, qui en a repris la production.

Le Kelsch d’Alsace, en lin ou en chanvre, fait partie des produits artisanaux susceptibles d’être éligibles au nouveau dispositif des « Indications géographiques (IG) », mis en place en France pour « promouvoir le Made in France à l’export » et « mieux lutter contre la contrefaçon »,.